# John Vane
John Vane (Tardebigg, 29 marzo 1927 – Farnborough, 19 novembre 2004) è stato un biochimico e farmacologo britannico, premio Nobel per la medicina nel 1982, insieme ai biochimici svedesi Bengt Samuelsson e Sune Bergström, per i suoi studi sulle prostaglandine.